# چاگان-اوزون
چاگان-اوزون (به لاتین: Chagan-Uzun) یک منطقهٔ مسکونی در روسیه است که در جمهوری آلتای واقع شده‌است.